# Projet Wedus.org
 (septembre 2020).
Si vous disposez d'ouvrages ou d'articles de référence ou si vous connaissez des sites web de qualité traitant du thème abordé ici, merci de compléter l'article en donnant les références utiles à sa vérifiabilité et en les liant à la section « Notes et références ».
Wedus.org (WEb EDUcation System) est un projet développé par l'association EFREI Aides Humanitaires - EAH. Le projet poursuit plusieurs buts:
- Créer une communauté d'écoles, d'élèves et de professeurs
- Apporter aux écoles des pays en voie de développement une solution leur permettant de récupérer de vastes contenus éducatifs à moindre coût
- Apporter aux élèves et aux professeurs des moyens d'expression (forums, blogs, etc.)
- Initier les élèves des pays en voie de développement aux Nouvelles Technologies de l'Information et de la Communication (NTIC)

Wedus.org est divisé en 2 sous-projets:
- le projet Wedus, qui correspond au développement du logiciel en lui-même
- le projet Wedux, qui consiste en la création de distributions Linux basées sur Ubuntu permettant d'installer simplement et automatiquement Wedus

## Le projet Wedus

### La synchronisation
Le réseau Wedus.org est composé d'intranets indépendants qui se synchronisent régulièrement sur un serveur central hébergé à Paris, à l'EFREI. Le réseau est ainsi totalement asynchrone, ce qui permet aux écoles, avec seulement quelques minutes de connexion Internet par semaine, de récupérer du contenu éducatif mis à jour et d'avoir accès au monde de l'information numérique à moindre coût.

### Les moyens d'expression
Wedus donne accès aux élèves et aux professeurs aux moyens de communication et d'expression suivants:
- Des forums, qui permettent aux membres du réseau wedus.org de s'exprimer sur différents sujets
- Des mails, qui permettent aux membres du réseau de s'écrire des messages privés ou d'envoyer des messages sur des boites mail normales
- Des blogs, qui permettent à chaque membre du réseau de créer son propre blog

### Les ressources
Wedus donne accès à un certain nombre de ressources:
- Des encyclopédies, qui sont des sites web disponibles hors connexion, à travers l'intranet d'un centre Wedus.org
- Des actualités mondiales, qui donnent accès aux dernières informations à travers des flux RSS
- Des ressources pédagogiques

### Technique
Le projet Wedus est développé en PHP/MySQL et est distribué sous la licence libre GPL v3.

## Le projet Wedux
Le projet Wedux consiste en la création de deux distributions Linux, basées sur Ubuntu:
- la distribution Wedux serveur, qui permet d'installer Wedus automatiquement sur un ordinateur serveur
- la distribution Wedux client, basée sur Xubuntu, qui permet aux élèves et aux professeurs d'accéder à des logiciels pédagogiques libres, tout en restant peu gourmand en ressources

### Déploiement
Actuellement, le projet Wedus.org est principalement présent au Burkina Faso, avec 3 centres actifs. Des tentatives de déploiement ont été faites dans d'autres pays, tels que le Bénin, Madagascar ou encore le Cameroun, mais ont été infructueuses.

#### Burkina Faso
- Centre Wedus.org Loumbila
- Centre Wedus.org Cauri à l'Ecole Internationale de l'Amitié, Ouagadougou
- Centre Wedus.org CBSFD (Centre Bâtisseur de Succès Florian Dubois) à Ziniaré